# Île Chatham (Nouvelle-Zélande)
Pour les articles homonymes, voir île Chatham.
L'île Chatham (en maori de Nouvelle-Zélande : Wharekauri, en moriori : Rekohu) est une île de Nouvelle-Zélande située à environ 800 kilomètres à l'est de l'île du Sud, dans l'océan Pacifique Sud. Elle fait partie de l'archipel des îles Chatham dont elle est l'île la plus grande et la plus peuplée.

## Géographie

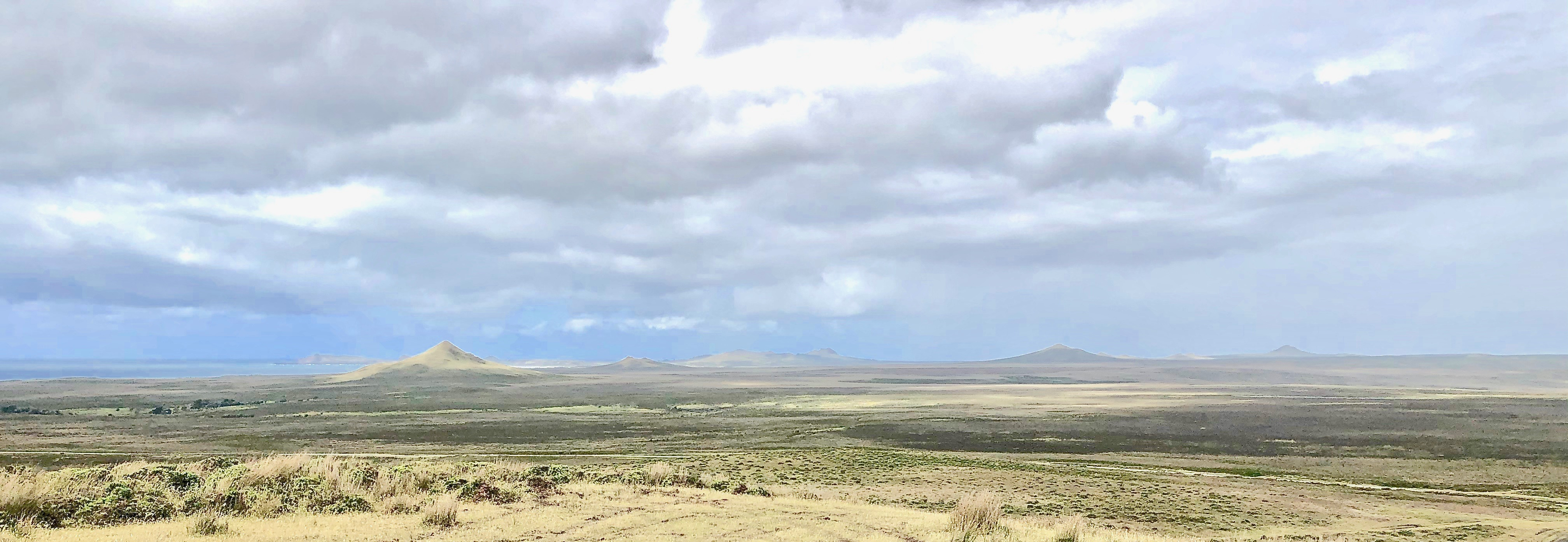
Bouchons volcaniques dans le nord de Chatham, vus depuis Tawirikoko.

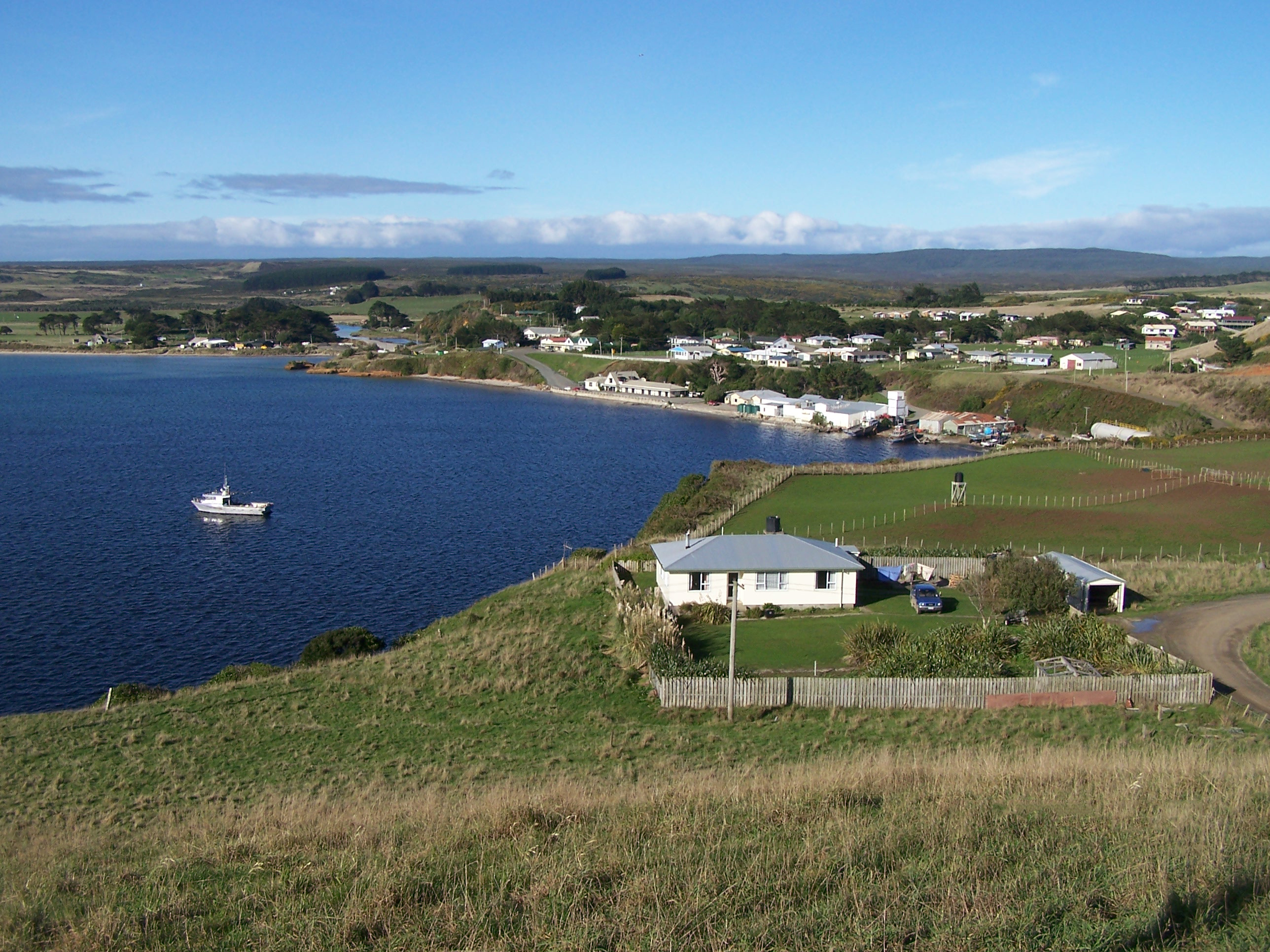
Vue du village de Waitangi.

L'île Chatham est située au centre de l'archipel des îles Chatham dont elle est l'île la plus grande avec 900 km2. Elle a grossièrement la forme d'un « T » long de 35 kilomètres encadrant deux larges baies ouvertes sur l'océan Pacifique Sud : à l'est la baie de Hanson et à l'ouest la baie de Petre, la plus grande. Entre ces deux baies se trouve un isthme d'une dizaine de kilomètres de largeur dont le centre est occupé par la lagune Te Whanga, le plus grand plan d'eau de l'île et de l'archipel. Cette lagune de 180 km2 de superficie recueille une grande partie des petits cours d'eau de l'île et communique avec l'océan par une passe dans le Sud de la baie de Hanson. Le Nord et le Sud de l'île sont vallonnés et culminent à 299 mètres d'altitude à une colline non nommée située à l'extrême Sud de l'île.
Le principal village de l'île et de l'archipel est Waitangi situé au fond de la baie de Waitangi qui constitue l'extrémité Sud de la baie de Petre. Ce village, qui possède la plupart des infrastructures commerciales et des services publics, est relié par route aux autres habitations éparpillées dans le reste de l'île ainsi qu'à l'aéroport dans le Nord de l'île.

## Histoire

Drapeau non-officiel de l'île.

L'île Chatham, tout comme le reste de l'archipel, est vraisemblablement découverte et colonisée par des Polynésiens en provenance des îles plus au nord ou des Māori de Nouvelle-Zélande.
Elle est redécouverte en 1791 par les Européens lorsque le capitaine britannique William R. Broughton l'approche à bord du HMS Chatham et en prend possession au profit du Royaume-Uni.
Une seconde vague d'immigration māori en provenance de Nouvelle-Zélande arrive à l'île Chatham au début du XIXe siècle.
Le point antipodal de Waitangi se trouve en France, dans le village d'Alzon du département du Gard ; les deux villages comptent par ailleurs 200 habitants chacun. Au début des années 1980, un instituteur français vivant en Nouvelle-Zélande se rend sur l'île Chatham et rencontre le père et un instituteur du village de Waitangi. De retour en France, il se rend ensuite à Alzon et parle de son voyage ce qui donne l'idée d'effectuer correspondances puis des voyages pour les écoliers des deux villages au début des années 2000.